# Tóth Samu
Tóth Samu (Torda, 1918. május 27. – Kolozsvár, 1967. november 11.) erdélyi magyar nyomdászati szakíró, könyvtervező, Tóth Piroska (1918) férje.

## Életútja, munkássága
Középiskoláit Kolozsváron végezte, a Ferenc József Tudományegyetemen szerzett közgazdaságtudományi diplomát (1941), s ugyanott közgazdasági doktori címet is, a fogyasztási szövetkezetek témaköréből írott dolgozatával (1942). Már egyetemi évei alatt gyakorlati kapcsolatban volt a szövetkezeti mozgalommal: 1939-től a Méhkas Diákszövetkezet könyvelője. 1940 után az ő nevéhez fűződik újjászervezése és tevékenységi körének kiszélesítése. Műszaki szerkesztője a szövetkezet kiadásában megjelenő könyveknek, valamint a Termés és a Március c. folyóiratoknak.
1945 októberétől a Józsa Béla Athenaeum könyvkiadói osztályának vezetője, emellett elvállalja az Utunk adminisztrációjának és terjesztésének megszervezését is. 1948-ban rövid ideig a kolozsvári Petőfi Nyomda vezetője, majd még ugyanabban az évben megbízást kap az Állami Könyvkiadó kolozsvári technikai szerkesztőségének megszervezésére. Az általa létrehozott és irányított szerkesztőségi műhelyből kerül ki nem csak az Állami Könyvkiadóból kivált Állami Irodalmi és Művészeti Kiadó és a kisebb szakkiadók (Közgazdasági és Jogi Könyvkiadó, Mezőgazdasági és Erdészeti Állami Könyvkiadó, Tudományos Könyvkiadó, Technikai Könyvkiadó), de az Akadémiai Könyvkiadó, az Ifjúsági Könyvkiadó és a Tankönyvkiadó sok száz kiadványa. „A hűség és a korszerűség: e kettő vezérelte munkájában – írta róla Benkő Samu. – Hűség a kolozsvári könyvkiadás nemes hagyományaihoz és ugyanakkor a mai ember igényeinek lehető legkorszerűbb kielégítése.” Maga is érdeklődött a könyvművészet kérdései iránt, de kiadványainak kivitelezéséhez megnyerte az akkori idők számos neves magyar képzőművészét, s már főiskolás korukban a könyvtervező munka vonzáskörébe csábította a Kolozsvárt végző s a romániai magyar könyvgrafikát az 1970-es években megújító fiatalokat (Árkossy István, Plugor Sándor) is. Őmellette indult el könyvtervezői pályáján Deák Ferenc s a műszaki szerkesztőként maga mellé nevelt Bálint Lajos.
Több évtizedes könyvtervezői tapasztalatait könyvbe is foglalta (Litera de tipar. Bukarest, 1966), ez a munkája halála után – a hagyatékában maradt feljegyzéseivel kibővítve – magyarul is megjelent (A nyomtatott betű. Sajtó alá rendezte és előszóval ellátta Benkő Samu. Bukarest, 1969).